# Kuhfelde
Kuhfelde è un comune tedesco di 1 071 abitanti situato nel land della Sassonia-Anhalt.
A partire dal 1º luglio 2009 si sono aggregati a Kuhfelde i comuni di  Püggen, Siedenlangenbeck e Valfitz.